# 房総エキスプレス
有限会社房総エキスプレス（ぼうそうエキスプレス）は、千葉県君津市に本社を置くバス事業者である。貸切バス専業事業者で、「アクアツアー」のブランド名でバスツアーを催行している。千葉県バス協会の会員にはなっていない。
1999年（平成11年）、事業免許譲渡により新会社を設立。トラベル事業を営む株式会社房総エキスプレスホールディングス（ぼうそうエキスプレスホールディングス）を設立し、有限会社房総エキスプレス木更津営業所（バス営業部）と同位置の千葉県木更津市に本社を置いた。これにより房総エキスプレスホールディングスグループとなる。さらに2013年（平成25年）12月には羽田空港交通株式会社（はねだくうこうこうつう）を設立し、神奈川県川崎市川崎区に本社を置いた。この2社についても本項で記述する。
なお、羽田空港や成田空港へ空港連絡バス（高速乗合バス）を運行する東京空港交通とは一切関係ない。

## 概要
有限会社房総エキスプレス（以下「房総エキスプレス」）は、1987年（昭和62年）に貸切バスの事業免許を取得し、中型・小型バス7台で営業を開始した。貸切バス専業事業者として、千葉県内を出発地とする格安バスツアー「アクアツアー」を催行するほか、企業などから委託を受け送迎バスを運行している。バスツアーは短距離の日帰りバスツアーが多く、旅行代理店を通さず自社催行とすることで格安バスツアーを提供している。
房総エキスプレス代表取締役社長の溝口篤志（みぞぐち あつし）は、1983年（昭和58年）に千葉県立君津高等学校を卒業。個人名義でFacebookアカウントも開設している。会社の公式SNSとしては、2011年（平成23年）7月から公式Twitterアカウントを開設し、バスツアーや新車導入などの情報を発信している。また「アクアツアー」のFacebookアカウントを開設してツアーの様子などを発信している。

### 事業所
- 有限会社房総エキスプレス 本社
  - 千葉県君津市鎌滝717-4[1][2]
- 有限会社房総エキスプレス 木更津営業所 バス事業部
  - 千葉県木更津市畑沢3-15-2[1]
- 株式会社房総エキスプレスホールディングス 本社
  - 千葉県木更津市畑沢3-15-2[1][3]
- 羽田空港交通株式会社 本社
  - 神奈川県川崎市川崎区東扇島90-3-I[4][5]
- 羽田空港交通株式会社 車庫
  - 東京都大田区羽田旭町10-1[4]

### ツアーバス参入と撤退
2000年代以降はバス事業の規制緩和に伴い、都市間ツアーバスが多数運行されるようになった。房総エキスプレスでも都市間ツアーバスに参入し、2011年（平成23年）8月22日より東京湾アクアライン経由で君津バスターミナル・木更津駅東口・木更津金田バスターミナルと東京駅八重洲口を結ぶツアーバスの試行運行を開始、同年11月には増便の上で「東京アクアライナー」の愛称で本格運行へ移行した。平日朝晩のみ往復運行であった。
これは同社が請け負う企業送迎バスの車両送り込みを兼ねて運行開始したもので、都市間ツアーバスとしては珍しく通勤客をターゲットとした経路設定であった。なお、小湊鉄道と小田急シティバスの共同運行による東京湾アクアラインを経由する同名の高速乗合バスとは全く関係ない。
運行開始時から料金は片道800円均一に設定して「800円通勤バス」を謳い、さらに11枚綴り回数券を8,000円（1乗車あたり720円）で販売していた。乗車予約は当初は同社フリーダイヤルまたは公式サイトのメールフォームで予約を受け付けていたが、翌2012年（平成24年）2月よりアクアライナー予約専用サイト（tokyo-aqualiner.jp）がテスト運用を開始し、同年6月に完成してクレジットカードや電子マネー（Suica、iD、Edy）での決済にも対応した。
八重洲便が好調だったため、同年5月16日からは木更津駅東口・袖ケ浦バスターミナル・木更津金田バスターミナルから東京湾アクアライン経由で、品川駅港南口行き・新宿駅西口行き・横浜駅西口（天理ビル前）行きの3ルートを新設した。いずれも料金800円均一、回数券は11枚綴り8,000円とし、同社では「大手高速バス会社の半額以下」と宣伝していた。さらに学割回数券・定期券を導入する計画もあったが、実現前に運行休止となった。
2013年（平成25年）の「新高速乗合バス」制度施行に伴い、房総エキスプレスでは新高速乗合バスへ移行せず、都市間ツアーバスから撤退し「東京アクアライナー」は同年7月31日をもって運行休止した。

### 羽田空港交通の設立
房総エキスプレスが都市間ツアーバスから撤退した2013年末には、株式会社房総エキスプレスホールディングス（以下「房総エキスプレスHD」）グループとして、羽田空港交通株式会社を設立。本社を川崎市川崎区東扇島、バス車庫を東京都大田区羽田旭町に置いた。羽田空港交通は翌2014年（平成26年）6月から国土交通省より貸切バス事業の許可を得て営業開始した。
羽田空港交通の設立後は房総エキスプレスとの2社体制で、自社催行のバスツアー（旅行商品）と企業送迎バス受託を2本柱として、首都圏1都2県（千葉県、神奈川県、東京都）を営業区域として事業を行っている。なお、新会社の社名は「羽田空港交通」で英文愛称は「Haneda Airport Liner」としているが、同社は貸切バス専業事業者で乗合バス免許を持たないため、空港連絡バスは運行していない。

### バスファン向けツアー
房総エキスプレスではバスファン向けのバスツアーも企画・催行しており、2013年（平成25年）6月には三菱ふそう・ローザで10日間かけて北海道を一周するバスツアーを催行し、6月12日に大洗港 - 苫小牧港間をバスごとフェリーに乗船して北海道へ上陸し、富良野、阿寒湖、知床、網走、宗谷岬、稚内、留萌、小樽、洞爺湖、札幌、函館を回って、6月20日に帰路に着いた。
2014年（平成26年）にはちばシティバスと合同で、富士重工業7E車体を架装したいすゞ・KC-LV380Nの乗車会を催行した。

### 新型コロナウイルス感染症の影響
房総エキスプレスでは2015年（平成27年）までは積極的に大型観光バスを増車してきたが、2020年（令和2年）には新型コロナウイルス感染症流行の影響でバスツアーのキャンセルが続出し、同年2月11日に催行した「JAXA筑波宇宙センター見学ツアー」を最後に「アクアツアー」を中止している。同年の公式ウェブサイトには「当社では、コロナウイルスの感染予防をしながらのバスツアーを催行することが難しいという判断に至り、今年いっぱいはバスツアーを行わない予定となりました。」「来年以降につきましては、決まり次第ホームページに掲載させていただきます。」と記載されていた。しかし2021年（令和3年）にも「アクアツアー」は開催されなかった。

## 沿革
- 1987年（昭和62年）：会社設立。中型・小型バス7台で営業開始。
- 1999年（平成11年）：事業免許譲渡により新会社を設立。
- 2011年（平成23年）
  - 8月22日：都市間ツアーバス八重洲便の試行運行を開始。
  - 11月：八重洲便を増便の上で「東京アクアライナー」として本格運行。予約専用サイトを仮設置。
  - 11月30日：この時点で、大型観光バス6台、中型バス3台、小型バス2台を保有。
- 2012年（平成24年）
  - 1月14日：新宿駅西口・上野公園・千葉駅NTT前と南国ホテル（南房総市白浜町）を結ぶツアーバスを運行開始。のち経由地に三井アウトレットパーク木更津を追加。
  - 2月：「東京アクアライナー」予約専用ウェブサイトのテスト稼働を開始。
  - 5月16日：「東京アクアライナー」品川便、新宿便、横浜便を新設。
  - 6月：「東京アクアライナー」ダイヤ改正。予約専用ウェブサイトが完成、クレジットカード・電子マネー決済に対応する。
  - 6月：大型観光バス8台、全車18台となる。
  - 12月5日：安全運行協議会を設置。
  - 12月13日：ツアーバス運行会社リストに登録。
  - 12月21日：千葉県旅行業登録関係の調査とツアーバス企画会社としての調査を受け、不備を指摘され改善、予約専用ウェブサイトも改修する。
- 2013年（平成25年）
  - 1月：羽田に東京営業所を開設（申請は前年11月）。
  - 6月：マイクロバスの三菱ふそう・ローザで北海道一周する10日間のバスツアーを催行。
  - 7月31日：新高速乗合バス制度の施行に伴い、都市間ツアーバスから撤退し「東京アクアライナー」を全便運行休止。
  - 8月：路線型送迎車（富士重工業7E車体架装、3扉車）を中古導入。
  - 12月：羽田空港交通を設立。
- 2014年（平成26年）
  - 1月：いすゞ・KC-LV380N（富士重工業7E車体架装、中扉4枚折戸、元送迎車）を中古導入。
  - 4月：ちばシティバスと合同で、富士重工業7E車体を架装したいすゞ・KC-LV380Nの乗車ツアーを催行。房総エキスプレスでは1月に導入した車両を使用。
  - 6月：国土交通省より貸切バス事業の新設許可を受け、羽田空港交通が営業開始。
  - 11月：大型バスの増車を続けた結果、大型観光バス15台、全車25台となる。
  - 11月28日：羽田空港交通の公式ウェブサイトを開設[20]。
- 2015年（平成27年）
  - 1月：羽田空港交通が東京テレポート駅発着の送迎バスを運行開始。
  - 1月：房総エキスプレスが習志野営業所を新設予定、習志野工業団地の企業送迎用にいすゞ・エルガノンステップバスを購入。
  - 2月：三菱ふそう・エアロキングを中古導入。
  - 2月：房総エキスプレスが川崎営業所を新設予定。
  - 3月：大型観光バスが18台となる。
  - 5月：いすゞ・キュービック（純正車体、フォグランプ無し）を中古導入。
  - 8月：エアロキングを使用し「2階建てバスで巡る夏休み地元体験遊びまくりツアー」を催行。
  - 8月：路線型送迎車（富士重工業7E車体架装）を中古導入。
- 2020年（令和2年）
  - 2月11日：「JAXA筑波宇宙センター見学ツアー」を催行。新型コロナウイルス感染症の影響でキャンセルが相次ぎ、これを最後に2020年の「アクアツアー」の催行中止を決定。翌2021年（令和3年）もツアー催行されず。

## 東京アクアライナー
2011年から2013年まで、都市間ツアーバス「東京アクアライナー」として八重洲便、品川便、新宿便、横浜便を運行していた。経路は以下のとおり。
- 八重洲便
  - 君津バスターミナル - 木更津駅東口 - 袖ケ浦バスターミナル - 木更津金田バスターミナル - (東京湾アクアライン経由) - 東京駅八重洲口

- 品川便
  - 君津バスターミナル - 木更津駅東口 - 袖ケ浦バスターミナル - 木更津金田バスターミナル - (東京湾アクアライン経由) - 品川駅港南口

- 新宿便
  - 君津バスターミナル - 木更津駅東口 - 袖ケ浦バスターミナル - 木更津金田バスターミナル - (東京湾アクアライン経由) - 新宿駅西口（工学院ビル前）

- 横浜便
  - 君津バスターミナル - 木更津駅東口 - 袖ケ浦バスターミナル - 木更津金田バスターミナル - (東京湾アクアライン経由) - 横浜駅西口（天理ビル前）

そのほか、新宿駅西口、上野公園、千葉駅（NTT前）と南国ホテル（南房総市白浜町）を結ぶツアーバスを運行しており、三井アウトレットパーク木更津を経由し、富楽里パーキングエリアでの降車も可能であった。

## 車両
房総エキスプレスでは、観光バスではいすゞ・ガーラ（初代・2代目）、三菱ふそう製車両ではエアロバス、エアロクィーン、エアロキングを保有する。またヒュンダイ・ユニバースも導入した。送迎バスではいすゞ・キュービック（純正車体架装、富士重工業製7E車体架装）、三菱ふそう製エアロミディMK、エアロミディMJ（観光型）、いすゞ・ガーラミオ（2代目）などを保有する。そのほかマイクロバスを保有し、スクールバスや企業送迎、冠婚葬祭送迎などの利用が多い。
羽田空港交通でも車種選択はほぼ同様だが、日野自動車製の車両が在籍し、大型観光バスのセレガ・セレガR、中型送迎バスとしてレインボーRRを保有する。かつては富士重工業製17型Mマキシオンを架装した大型観光ハイデッカー車も在籍していた。
車体の塗装はシンプルなもので、房総エキスプレスの車両は白地に淡いグレーの帯を裾に巻き（マイクロバスでは省略）、車体側面に青色で「Boso Express」のロゴが書かれている。羽田空港交通の車両はロゴが「Haneda Airport Liner」の文字と同社のマークに変わるが、房総エキスプレスからの転属車は塗装変更せず使用されているものも多い。